# ムティス山
ムティス山（ムティスさん、インドネシア語: Gunung Mutis）は、インドネシアの東ヌサ・トゥンガラ州の最高峰である。標高2,427 m。ムティス山は南中央ティモール県のムティス山自然保護区の中にあり、クパンから150 km、ソエから北へ約40 kmの所に位置する。登山者に人気のある山である。  
ダワン族は、ムティス山は雨、風、そして命を司る全能の存在であることを信じている。ムティス山付近に住む各々の地域の人々は、鉱業や木材企業による地域資源の開発は一帯への環境にダメージを与えると懸念している。ムティス山周辺はインドネシアの国立公園であり面積は12,000 haある。環境マネジメントは公園管理者の主要な関心事である。

## 動植物
植物はユーカリ・ウロフィラやビャクダンなどが生育している。動物は
ティモール・シカ、デカス、イノシシ、モニタートカゲ、ティモール・ニシキヘビなど生息する。

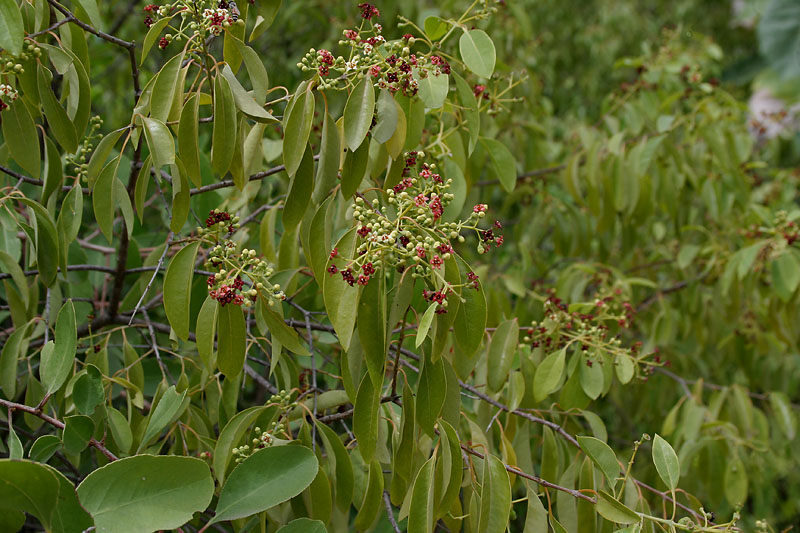
ビャクダン
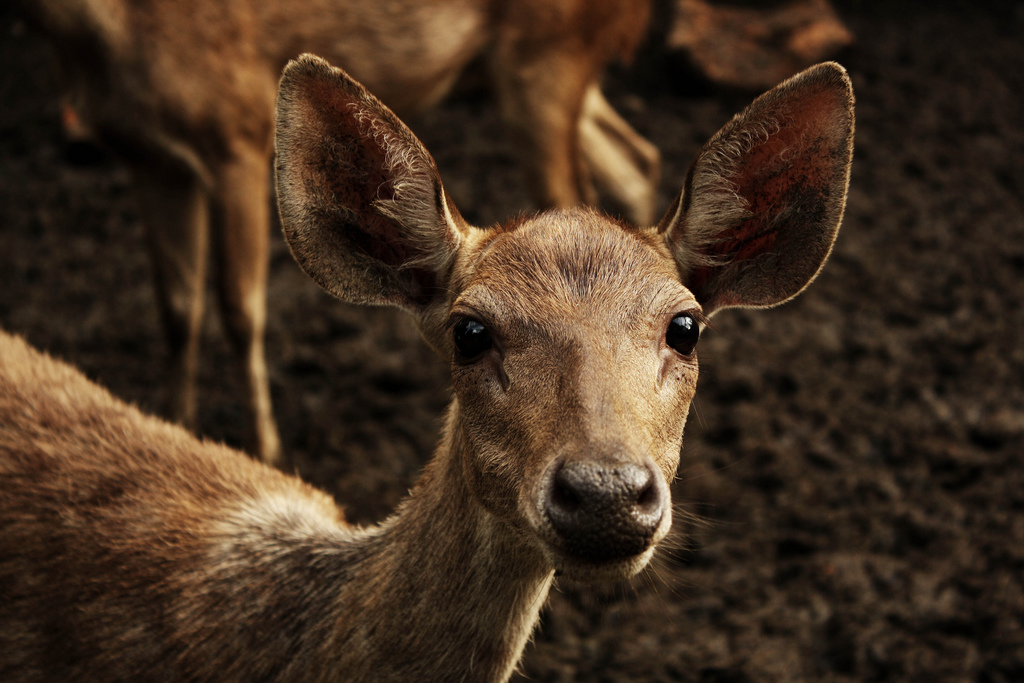
ティモール・シカ
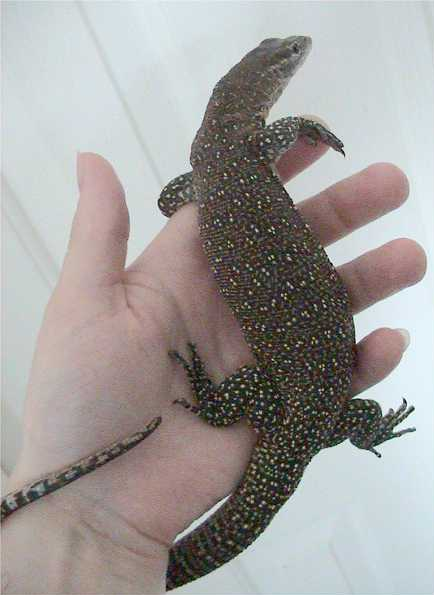
モニタートカゲ
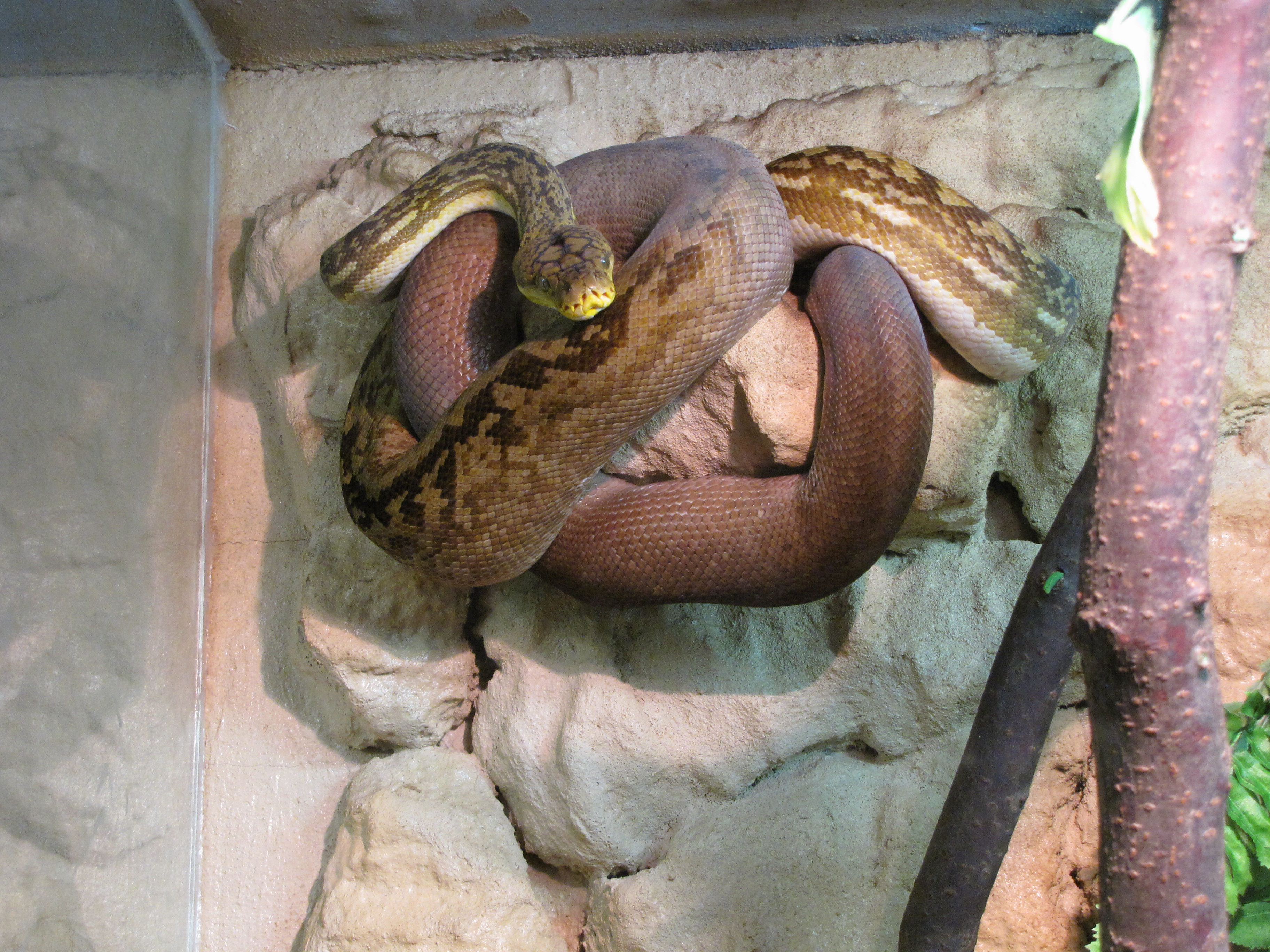
ティモール・ニシキヘビ